# 瑟賈塔鄉
45°6′N 26°59′E / 45.100°N 26.983°E
瑟賈塔鄉（羅馬尼亞語：Comuna Săgeata, Buzău），是羅馬尼亞的鄉份，位於該國東南部，由布澤烏縣負責管轄，面積90平方公里，海拔高度65米，2007年人口5,203，人口密度每平方公里58人。